# Domingo Santos
Pedro Domingo Mutiñó (Barcelona, 15 de diciembre de 1941 - Zaragoza, 2 de noviembre de 2018), más conocido bajo el seudónimo Domingo Santos, fue un escritor, traductor, editor de colecciones de libros y revistas, antólogo y articulista español. Se le considera uno de los más notorios escritores españoles de ciencia ficción contemporáneos. Con más de 800 traducciones, 45 libros y más de 25 antologías, Domingo Santos es considerado uno de los mejores y primeros escritores de ciencia ficción española. Utilizó también otros seudónimos, como Peter Danger o Peter Dean. No obstante, la mayoría de sus libros están firmados con el seudónimo de Domingo Santos.

## Biografía
Pedro Domingo colaboró con la revista Bang! Fundó luego la revista española de ciencia ficción Nueva Dimensión junto a Sebastián Martínez y Luis Vigil.
Publicó su primera novela en 1959 y desde entonces ha alternado las actividades de escritor, editor, recopilador, director de colecciones o traductor, siendo uno de los máximos promotores del género.[cita requerida]
Autor de más de una veintena de novelas, entre sus obras destaca Gabriel, una de sus mejores,[cita requerida] donde relata la historia de un robot demasiado humano que se encuentra en una especie de cruzada. Gabriel fue publicada en la colección Nebulae en los años 60 y traducida a diversos idiomas, constituyéndose en la primera novela de este género que traspasó las fronteras españolas. 
Fue jurado del Premio UPC durante los primeros cinco años de vida, y posteriormente ha sido finalista del galardón (1996) y ganador de la mención de la edición de 1997. 
Su nombre está ligado también al Premio Domingo Santos, que cada año organiza el congreso español de ciencia ficción (HispaCon), a instancias de la AEFCFT.

## Obra

### Novelas de a duro
- ¡Nos han robado la Luna! (1959)[4]
- El planeta maldito (1960)[5]
- Nieblas blancas (1960)[6]
- El umbral de la Atlántida (1961)[7]
- Los hombres del Más Allá
- ¡Descohesión! (1961)[8]
- La ruta de los pantanos
- La amenaza sin nombre (1961)[9]
- Viaje al infinito
- Extraña invasión
- Expedición al pasado
- El Sol estalla mañana
- La bestia
- Planeta de silencio
- Mensaje al futuro
- ¡Robot!
- Los habitantes del Sol
- Más allá del infinito[10]

### Novelas
- Volveré ayer. Edhasa, col. Nebulae. (1961)
- La cárcel de acero. Edhasa, col. Nebulae. (1962)
- Gabriel, historia de un robot. Edhasa, col. Nebulae. (1962)
- Civilización. Ediciones Cénit, col. Selecciones de Ciencia Ficción (1964)
- Peligro para la tierra. Ediciones Cénit, col. Selecciones de Ciencia Ficción. (1964) (Novela no distribuida por cierre de la editorial)[11]
- Burbuja. Editorial Ferma, col. Infinitum. (1965)
- El visitante. Editorial Ferma, col. Infinitum. (1965)
- Mundo de autómatas. Editorial Ferma, col. Infinitum. (1966)
- La barrera. Editorial Ferma, col. Puerta a lo desconocido, 5. (1967)
- Gabriel. Producciones Editoriales, col. Infinitum Ciencia Ficción. (1975)
- El extraterrestre rosa. Ed. Cumbre, col. Hache. (1983)
- Hacedor de mundos. Ultramar Editores, col. Grandes Éxitos de Bolsillo/Ciencia Ficción. (1986)

En colaboración con Luis Vigil:
- Nomanor 1 / El mito de los Harr. Buru Lan Ediciones, col. Fantasía. (1971)
- Nomanor 2 / El bárbaro. Buru Lan Ediciones, col. Fantasía. (1971)

### Colecciones de relatos o novelas cortas
- Los dioses de la pistola prehistórica. Editorial Ferma, col. Infinitum. (1966)
- Extraño. Editorial Ferma, col. Infinitum. (1967)
- Futuro imperfecto. Edhasa, col. Nebulae. (1981)
- Meteoritos. Edhasa, col. Nebulae. (1965)
- No lejos de la Tierra. Ediciones Orbis, col. Biblioteca de Ciencia Ficción. (1986)

### Como antologista
- Antología española de ciencia ficción. Edhasa. (1969)
- Antología no euclidiana 1 y 2. Acervo. (1976)
- Lo mejor de la ciencia ficción española. Ediciones Martínez Roca, col. Super Ficción. (1982)
- La ciencia ficción a la luz de gas. Ultramar Editores. (1990)
- Fragmentos del futuro. Espiral ciencia Ficción. (2006)